# Гојшина (презиме)
Гојшина је ретко српско презиме које се среће једино код Срба у Источној Херцеговини.
Претпоставља се да је презиме Гојшина настало пре више од 400 година, када је и основано истоимено село, а потиче од речи Гај, Рајски врт.
Све Гојшине потичу из села Гојшина које се налази недалеко од села Хум у околини Требиња (Херцеговина), у Требињској шуми, а свега 10ак километара ваздушном линијом од мора. У непосредној околини се налазе и Манастир Дужи и село Мркоњићи (родно село Св. Василија Острошког).
Неке породице Гојшина су се у потрази да плоднијим земљиштем раселиле по околини (село Јасеница Луг), неке породице су отишле у градове Дубровник и Требиње, да би Гојшина данас било на скоро свим континентима.
Данас се највећи број породица Гојшина налази у Требињу, затим у Дубровнику, Београду, Новом Саду, Клеку, Ужицу, Канади и САД...
Све породице Гојшина славе Томиндан (19. октобар).